# Alex Scorier
Alex Scorier (* 6. Juni 1931 in Ottignies; † 12. Juni 2021 in Marcq) war ein belgischer Jazzmusiker (Saxophone, Flöte).

## Leben und Wirken
Scorier lernte Saxophon und Klarinette an der Académie in Ixelle und studierte ab 1949 Fagott am Königlichen Konservatorium Brüssel. 1951 gewann er den Wettbewerb des Hot Club of Belgium; im selben Jahr spielte er bei Jack Sels, dann bei Ernst van’t Hoff und Fud Candrix. 1952 nahm er mit seiner ersten Bigband auf, in der auch Jay Cameron, Slide Hampton und Jimmy Gourley spielten.
Zwischen 1954 und 1956 war er Mitglied der Orchester von Werner Müller und von Fred Bunge; mit letzterem tourte er auch in Skandinavien und der Schweiz. 1957 kehrte er nach Belgien zurück, wo er wieder bei Jack Sels sowie bei Johnny Dover, Vicky Down und Al Goyens beschäftigt war. Zudem trat er mit gastierenden Musikern wie Buck Clayton, Taps Miller, Bill Coleman, Clark Terry, Steve Lacy, Ernie Wilkins, Richard Boone und Don Byas auf, ferner in Hamburg mit Duke Ellington.
Von 1964 bis 1991 war er Mitglied der BRT-Bigband des belgischen Rundfunks unter Leitung von Francis Bay (The Swingers Back Again, 1971) und Freddy Sunder. 1971 entstand für Polydor sein Debütalbum unter eigenem Namen Sax in the Box, gefolgt von einigen Tanzplatten. Ferner spielte er 1971 bis 1975 in Marc Moulins Rockjazz-Formation Placebo, mit der er auch beim Montreux Jazz Festival 1971 auftrat. Daneben spielte er Dixieland (Album This Is New-Orleans unter eigenem Namen, 1973). In späteren Jahren leitete er die Band Jazz Friends, der Herman Sandy, Roger Asselberghs, Robert Pernet, Pierre Bochner, Grégoire Perilleux und Daniel Zanello angehörten. Im Bereich des Jazz war er zwischen 1951 und 2006 an 30 Aufnahmesessions beteiligt, zuletzt mit The Peters Sisters mit Billy Moore Jr. and His Orchestra.